# Ајхман у Јерусалиму
Ајхман у Јерусалиму: Извештај о баналности зла је књига политичке мислитељке Хане Арент из 1963. године. Арент је била Јеврејка која је избегла из Немачке у време успона Адолфа Хитлера на власт, а за лист Њујоркер извештавала је са суђења Адолфу Ајхману, једном од главних организатора Холокауста. Измењено и проширено издање књиге објављено је 1964. године.

## Тема књиге
Поднасловом књиге Арент је увела у употребу знамениту фразу „баналност зла“, која се делом односи на Ајхманово држање током суђења, пошто исти нити је прихватао кривицу за своја дела, нити је испољавао мржњу према онима који су му судили, тврдивши да одговорност не сноси с обзиром да је само „радио свој посао“, („Он је вршио своју ‚дужност‘...; не само да је слушао ‚наређења‘, већ је и поштовао ‚закон‘.“)

## Ајхман
Узимајући у обзир Ајхманов исказ на суђењу и расположиве историјске доказе, Арент износи неколико запажања о њему:
- Ајхман је на суду тврдио како се одувек покушавао повиновати категоричком императиву Имануела Канта.[2]  Ауторка тврди да је Ајхман у основи погрешно схватио Канта: није препознао „златно правило“ и начело узајамности које категорички императив имплицира, већ је разумео искључиво концепт усаглашености човекових дела са општим законом. Ајхман је покушавао да следи дух закона које је спроводио, онако како би то одобрио законодавац. По Кантовој формулацији, законодавац је морално ја, те су законодавци сви људи; по Ајхмановом схватању, законодавац је био Хитлер. Ајхман је тврдио да се ово променило од онда када је био задужен на спровођењу Коначног решења и у вези са тим Арент тврди „да је престао живети у складу са кантовским принципима, да је тога био свестан, а тешио се мислима како више није ‚господар својих поступака‘ и немоћан је ‚да промени било шта‘“.[3]
- Стално коришћење „овешталих фраза и сопствено скованих клишеа“ било је пример Ајхманове неспособности самосталног мишљења. Крајње неумеће комуникације и нереалистичан поглед на свет испољавао је ослањањем на бирократски речник и еуфемистички „шпрахрегелунг“ (кодекс говора), који су и спровођење Хитлерове политике чинили „некако прихватљивијим“.
- Иако је Ајхман и могао имати антисемитских склоности, Арент тврди да код њега није било „ниједног примера безумне мржње према Јеврејима, фанатичног антисемитизма или било какве индоктринације. Он, штавише, лично никада није имао ништа против Јевреја“.[4]
- Ајхман је целога живота био „придружилац“, у смислу да се непрестано придруживао организацијама како би дефинисао самога себе, без чега је имао потешкоћа у самосталном размишљању. Као младић је био члан YMCA, Вандерфогела и Јунгфронткампферфербанда. 1933. године му није успело да се учлани у друштво Шларафија (мушка организација слична Слободним зидарима) и тада га је Ернст Калтенбрунер, породични пријатељ и будући ратни злочинац, подстакао да се придружи СС-у. Крајем Другог светског рата, Ајхман је био у депресивном стању јер је „схватио да ће отада па надаље морати да живи а да не буде члан било чега“.[5] Арент истиче да његовим поступцима није управљала злоба, већ слепа оданост режиму и потреба да припада, да се придружи. Како је сам рекао: „Осетио сам да ћу морати да живим животом тешким по појединца, без вође, да ни од кога нећу примати директиве, да ми се више неће издавати наредбе и заповеди, да неће бити релевантнихпрописа које бих могао консултовати – речју, преда мном је био живот какав никада нисам искусио“.[6]
- Насупрот сопственим тврдњама, Ајхман заправо није био нарочито интелигентан. Како то Арент разрађује у другој глави књиге, он није био у стању да заврши ни средњу школу ни стручно образовање, а први значајнији посао (као трговачки путник компаније Вакјум ојл) добио је преко породичних веза. Арент истиче да је Ајхман покушавао да прикрије недостатак вештина и образовања како током каријере у СС-у, тако за време самог суђења, када је чак и „поцрвенео“ при обелодањењу ових чињеница.
- Арент потврђује да су Ајхман и главешине Ајнзацгрупа били део „интелектуалнеелите“.[7] Међутим, за разлику од вођа Ајнзацгрупа, Ајхман је патио од „немаштовитости“ и „неспособности размишљања“.[7]
- Арент потврђује неколико случајева када је Ајхман сам тврдио да је одговоран за поједина зверства, иако му је за извођење тих акција недостајало моћи и стручног знања. Ајхман је, штавише, износио такве тврдње чак и када су штетиле његовој одбрани, па стога и Арент запажа како је „хвалисање било порок који је Ајхману дошао главе“.[8] Арент такође указује да је Ајхман можда више волео да га погубе као ратног злочинца, него да живи као нико и ништа. Ово се уклапа са његовим прецењивањем сопствене интелигенције и минулих заслуга у организацијама којима је раније служио, како је предње изложено.
- Арент тврди да је Ајхман, у споредној улози на Ванзејској конференцији, био сведок искрене подршке обичних чиновника немачке државне службе програму Рајнхарда Хајдриха о коначном решењу јеврејског питања у Европи. Видевши како чланови „угледног друштва“ подржавају масовна убиства и са одушевљењем учествују у планирању решења, Ајхман је осетио да је умањен терет његове моралне одговорности, као да је „Понтије Пилат“.
- Током притвора пре суђења, израелска влада послала је најмање шест психолога да испитају Ајхмана, који код њега нису нашли трагове душевних обољења или поремећаја личности. Један доктор приметио је да је његов општи однос према другим људима, нарочито према породици и пријатељима, био „врло пожељан“, а други да је једина испољена необичност код Ајхмана било то што је у навикама и говору био „нормалнији“ од просечне особе.[9]

Арент указује да ово на најизразитији начин дискредитује идеју о нацистичким злочинцима као отвореним психопатама и другачијим од „нормалних“ људи. На основу овог документа, многи су закључили да ситуације попут Холокауста могу, уз одговарајуће подстицаје, учинити и најобичнијих људи починиоце ужасавајућих злочина, али се Арент овоме тумачењу одлучно противи, с обзиром да је Ајхман добровољно следио принцип вође. Арент инсистира да морални избор остаје чак и под тоталитаризмом, као и да тај избор повлачи политичке последице чак и када је одабирач политички немоћан:
У условима терора, већина људи ће се повиновати али неки људи неће, каква је лекција управо у случају земаља на које се Коначно решење односило – да се „могло десити“ на већини места, али се није десило свуда. Са људске тачке гледишта, више се нити очекује нити би се могло разумно захтевати како би ова планета остала погодна за људско настањивање.
Арентова као пример спомиње Данску:
Јавља се жеља да ову причу препоручимо као обавезну лектиру из политичких наука свим студентима који желе да сазнају нешто о огромној снази потенцијала инхерентног ненасилној акцији и отпору противнику који располаже несравњиво надмоћнијим насилним средствима. 
Није само дански народ одбио да помаже спровођењу Коначног решења, на шта су били наговорени (или томе били ради) народи многих других покорених земаља, већ је Рајх, када је постао строжији и одлучио да сам обави посао, открио да се његово сопствено особље у Данској тиме заразило и било у немогућности да са одговарајућом окрутношћу превазиђе сопствену људску одвратност, за разлику од колега из сарадљивијих крајева.
Арент о Ајхмановој личности закључује следеће:
Упркос свим напорима тужилаштва, свако је могао видети да овај човек није био „чудовиште“, већ је било јако тешко не посумњати да је био кловн. Пошто би оваква сумња била фатална за цео подухват (суђење), а било ју је јако тешко прихватити, имајући у виду патње које су он и њему слични проузроковали милионима људи, његове најгоре кловнарије једва да су запажене и о њима готово никада није извештавано.
Арент закључује књигу следећим:
И баш као што сте Ви (Ајхмане) подржавали и спроводили политику неспремности да се земља дели са јеврејским и народима мноштва других нација – као да сте Ви или Ваши надређени имали било какво право да одредите ко треба, а ко не треба да насељава свет – тако ми налазимо да се ни од кога, то јест, ни од једног припадника људске врсте не може очекивати жеља да земљу дели са Вама. То је тај разлог, један једини разлог, због кога морате бити обешени.